# Gregorio Rosa Chávez
Gregorio Rosa Chávez, né le 3 septembre 1942 à Sociedad dans le département de Morazán au Salvador, est un prélat catholique salvadorien, évêque auxiliaire de San Salvador de 1982 à 2022, créé cardinal le 28 juin 2017 par le pape François.

## Biographie

### Jeunesse et formation
Gregorio Rosa Chávez commence sa scolarité à Sociedad, puis poursuit ses études secondaires à Jocoro (en). En 1957, il intègre le petit séminaire de San José de la Montaña où il étudie jusqu'en 1961. Il intègre ensuite le grand séminaire San José de la Montaña de San Salvador où il suit les cycles de philosophie et de théologie de 1962 à 1964 puis de 1966 à 1969. Entretemps en 1965, il revient au petit séminaire de San Miguel où il fait la connaissance du père Óscar Romero dont il est l'assistant. Il est ordonné prêtre pour le diocèse de San Miguel le 24 janvier 1970.

### Prêtre
Jeune prêtre, il est affecté au secrétariat de l'évêché et à la paroisse du Rosaire à San Miguel. Il est également accompagnateur spirituel de plusieurs mouvements et associations. De 1971 à 1973 il est également directeur des moyens des médias diocésains.
En 1976, il part pour la Belgique où il reprend des études à l’Université catholique de Louvain, de 1973 à 1976 où il obtient une licence en communication sociale.
De 1977 à 1982, il est professeur de théologie et recteur du grand séminaire San José de la Montaña de San Salvador. De 1979 à 1982, il est membre du comité directeur de l'Organisation des séminaires latino-américains.

### Évêque
Il est nommé par Jean-Paul II évêque titulaire de Mulli (de) et évêque auxiliaire de San Salvador le 17 février 1982, moins de deux ans après l'assassinat de son ami, Mgr Óscar Romero alors archevêque de San Salvador. Il reçoit la consécration épiscopale le 3 juillet suivant des mains de Mgr Lajos Kada alors nonce apostolique au Salvador avec comme co-consécrateurs José Eduardo Alvarez Ramírez (de) et Arturo Rivera y Damas et poursuit pendant plus de trente-cinq ans son ministère dans cette charge.
Il est président de la Caritas du Salvador et de la fédération des Caritas d'Amérique latine et des Caraïbes.
Le 4 octobre 2022, le pape François accepte sa démission pour raison d'âge, puisqu'il a atteint l'âge de 75 ans depuis 5 ans.

### Cardinal
Le 21 mai 2017, à la fin du Regina Cœli, François annonce sa création comme cardinal lors du consistoire du 28 juin suivant. Il se voit alors attribuer le titre de cardinal-prêtre du  Santissimo Sacramento a Tor de' Schiavi institué à cette occasion. Il est le premier cardinal salvadorien et un cas unique d'évêque auxiliaire élevé au cardinalat.
Il atteint la limite d'âge le 3 septembre 2022, ce qui l'empêche de participer aux votes du prochain conclave.

### Sources
- (es) Cet article est partiellement ou en totalité issu de l’article de Wikipédia en espagnol intitulé « Gregorio Rosa Chávez » (voir la liste des auteurs).